# Tamim ben Bologhin
Tamim ben Bologhin (? - après 1090) est le petit-fils de Badis ben Habus à qui il succède comme dernier émir ziride du royaume de Malaga (règne 1073-1090).

## Biographie
En 1073, à la mort de son grand-père, Badis ben Habus, le territoire qu'il contrôlait est divisé en deux : Grenade et la succession véritable est attribuée à son frère cadet Abdallah et Malaga lui est attribuée.[pas clair] Leur père Bologhin est mort en 1065.
Après la mort de leur père en 1065, leur grand-père Badis désigne Abdallah comme successeur, le préférant à son fils Maksan et à l'aîné de ses petits-fils Tamim. À son accession au trône, c'est Abdalah qui attribue Malaga à son frère.
En 1090, l'Almoravide Youssef Ibn Tachfin prend Grenade et Malaga. Tamim et Abdallah sont envoyés comme prisonniers au Maroc avec son frère Tamim. Abdallah est captif à Aghmat (près de Marrakech) et Tamim est envoyé dans le sud du Souss. Ils restent là jusqu'à leur mort.